# طارفوس (قمر)
Tarvos أو زحل الحادي والعشرين ، هو قمر غير نظامي لزحل. اكتشف على يد جون كافلارس ، وآخرون. في 23 أيلول 2000 . التعيين مؤقت له S/2000 S 4 . سسمي في آب 2003 ، بطارفوس من الميثولوجيا الغالية
يدور حول زحل على مسافة 18 مليون كيلومتر في 926 يوما ، و قطره حوالي 15 كلم وقطرها (بافتراض أن البياض من 0.04).
وهو عضو في مجموعة اقمار الغال غير النظامية .
و نظرا لتقاسم مدار مشابهة و ظهور بضوء أحمر اللون ،Tarvos ويعتقد أن أصله في التكسر من سلف مشترك أو أن يكون جزء من ألبيوريكس Albiorix .